# Strophaeus kochi
Strophaeus kochi is een spinnensoort uit de familie Barychelidae. De soort komt voor in Peru.